# Eberhard van der Laan
Eberhard Edzard van der Laan (Leiden, 28 de juny del 1955 – Amsterdam, 5 d'octubre del 2017) fou un advocat i polític neerlandès pel partit PvdA. Des del 7 de juliol del 2010 fins a la seva mort fou alcalde d'Amsterdam. Des del 14 de novembre del 2008 fins al 23 de febrer del 2010 fou Ministre d'Habitatge, Barris i Integració.
El 5 d'octubre del 2017 va morir com a resultat d'un càncer de pulmó.